# Oil City (Luizjana)
Oil City – miasto w Stanach Zjednoczonych, w stanie Luizjana, w parafii Caddo.